# Gubernatorzy i gubernatorzy generalni Malty
Gubernator generalny Malty był reprezentantem królowej Elżbiety II na Malcie od 1964 do 1974. Powstał po uzyskaniu przez Maltę niepodległości i został zniesiony, kiedy ogłoszono Maltę republiką. 

## Lista gubernatorów Malty
- 1813 – 1824 : Thomas Maitland
- 1824 – 1826 : Francis Rawdon-Hastings, 1. markiz Hastings
- 1827 – 1836 : Frederick Cavendish Ponsonby
- 1836 – 1843 : Henry Bouverie
- 1843 – 1847 : Patrick Stuart
- 1847 – 1851 : Richard O'Ferrall
- 1851 – 1858 : William Reid
- 1858 – 1864 : John Gaspard Le Marchant
- 1864 – 1867 : Henry Knight Storks
- 1867 – 1872 : Patrick Grant
- 1872 – 1878 : Charles van Straubenzee
- 1878 – 1884 : Arthur Borton
- 1884 – 1888 : John Simmons
- 1888 – 1890 : Henry D'Oyley Torrens
- 1890 – 1893 : Henry Augustus Smyth
- 1893 – 1899 : Arthur Fremantle
- 1899 – 1903 : Francis Grenfell, 1. baron Grenfell
- 1903 – 1907 : Charles Mansfield Clarke
- 1907 – 1909 : Henry Fane Grant
- 1909 – 1914 : Henry Rundle
- 1915 – 1919 : Paul Methuen, 3. baron Methuen
- 1919 – 1924 : Herbert Plumer, 1. baron Plumer
- 1924 – 1927 : Walter Norris Congreve
- 1927 – 1931 : John Philip Du Cane
- 1934 – 1935 : David Graham Campbell
- 1935 – 1940 : Charles Bonham Carter
- 1940 – 1942 : William Dobbie
- 1942 – 1944 : John Vereker, 6. wicehrabia Gort
- 1944 – 1946 : Edmund Schreiber
- 1946 – 1949 : Francis Douglas
- 1949 – 1954 : Gerald Hallen Creasy
- 1954 – 1959 : Robert Laycock
- 1959 – 1962 : Guy Grantham
- 1962 – 1964 : Maurice Henry Dorman

## Lista gubernatorów generalnych Malty
- 1964 – 1971 : Maurice Henry Dorman
- 1971 – 1974 : Anthony Mamo